# Базельские соглашения
Базельские соглашения — международные стандарты банковского регулирования и надзора, разработанные для укрепления финансовой устойчивости банков и обеспечения стабильности мировой банковской системы. Соглашения были инициированы Базельским комитетом по банковскому надзору (BCBS) и известны своими тремя основными редакциями: Базель I, Базель II и Базель III.

## История
Базельские соглашения возникли в ответ на международные экономические кризисы и банковские коллапсы. Базельский комитет по надзору за банковской деятельностью был основан в конце 1974 года управляющими центральных банков стран "Большой десятки" (G10) (Комитет Кука).
Комитет был создан вследствие кризиса на рынке международных банковских услуг и международном валютном рынке, в том числе как реакция на банкротство банка «Херштадт».
Первое заседание комитета было проведено в феврале 1975 года.
Комитет стал платформой для обсуждения и разработки стандартов по управлению рисками в банковской сфере.
Комитет ежегодно собирается 3 - 4 раза в год.
Штаб-квартира комитета расположена в Базеле в здании Банка международных расчётов.
Первоначально в состав комитета вошли 10 членов — Бельгия, Германия, Голландия, Франция,  Италия, Канада, Япония, Швеция, Англия, США. В 1984 году к комитету присоединилась Швейцария. В 2001 году присоединились Испания и Люксембург.
От имени страны в комитете действует центральный банк или орган финансового надзора данной страны.
Европейский Центральный банк и Европейская комиссия являются наблюдателями.
В состав комитета входят 11 региональных групп банковского надзора.

## Стандарты
Создание Базельского комитета и принятие Базельских стандартов стали основой развития международного банковского надзора. Стандарты унифицируют правила банковского надзора. Стандарты появились как ответ на появление международных банков, которые действуют не только в стране создания, но и за её пределами, и развитие международных финансовых рынков.

### Базель I
Стандарт Базель I был принят в 1988 году и установил минимальные требования к капиталу для банков, ориентированные на снижение кредитного риска. Основным принципом стандарта стало требование, чтобы банки имели достаточный капитал для покрытия рисков по кредитам. 
Основные положения:
- Введение понятия капитала первого и второго уровней.
- Требование поддержания капитала в размере не менее 8% от суммы рисков, взвешенных по активам.

### Базель II
Базель II, принятый в 2004 году, расширил концепцию регулирования рисков и ввёл более сложную модель оценки. Он строился на трёх основных "столпах":
1. Минимальные требования к капиталу
2. Надзорный процесс
3. Рыночная дисциплина

Базель II охватывал не только кредитные, но и операционные риски, подчеркивая важность внутреннего контроля и корпоративного управления. Он также стимулировал использование более продвинутых методов оценки рисков.

### Базель III
Базель III был разработан в ответ на мировой финансовый кризис 2008 года и введён в 2010 году. Основной целью стала дальнейшая защита банковской системы от кризисов и усиление требований к капиталу и ликвидности. Базель III ввёл:
- Более жесткие требования к капиталу и резервам
- Введение коэффициента ликвидности (LCR и NSFR)
- Дополнительные требования к системно значимым банкам

Базель III направлен на создание более устойчивой банковской системы, которая способна выдерживать экономические потрясения.

## Основные принципы Базельских соглашений
- Капитализация банков — установление минимальных уровней капитала для покрытия рисков и обеспечения ликвидности.
- Риск-менеджмент — внедрение подходов и моделей для точного измерения и управления различными видами рисков.
- Прозрачность и рыночная дисциплина — требования к раскрытию информации, чтобы участники рынка могли оценить устойчивость банка.

## Влияние на банковский сектор
Базельские соглашения внесли значительные изменения в банковское регулирование по всему миру. Банки стали более устойчивыми к экономическим колебаниям, повысились стандарты управления рисками и требования к раскрытию информации. Однако высокие требования к капиталу вызвали критику, так как они могут ограничить способность банков к кредитованию и росту.

## Применение в разных странах
Соглашения Базельского комитета не являются обязательными, но большинство стран внедрили их в свое законодательство. Национальные регуляторы адаптируют стандарты с учетом особенностей локальных финансовых систем.

## Перспективы развития
Введение Базель IV, неформально называемого следующим этапом реформ, призвано усилить текущие стандарты, в том числе повысить требования к капиталу и внедрить новые подходы к оценке рисков. Ожидается, что он продолжит развитие стандартов для создания более гибкой и устойчивой глобальной финансовой системы.